# Liste der Baudenkmäler in Kastl (Lauterachtal)
Auf dieser Seite sind die Baudenkmäler in dem Oberpfälzer Markt Kastl zusammengestellt. Diese Tabelle ist eine Teilliste der Liste der Baudenkmäler in Bayern. Grundlage ist die Bayerische Denkmalliste, die auf Basis des Bayerischen Denkmalschutzgesetzes vom 1. Oktober 1973 erstmals erstellt wurde und seither durch das Bayerische Landesamt für Denkmalpflege geführt wird. Die folgenden Angaben ersetzen nicht die rechtsverbindliche Auskunft der Denkmalschutzbehörde.

## Ensembles

### Ensemble Ortskern Markt Kastl
Das Ensemble (Lage) umfasst das auf einem Jura-Felsvorsprung liegende Kloster und den Markt zu dessen Füßen. Kastl, als älteste Benediktinerniederlassung des bayerischen Nordgaues 1103 urkundlich erwähnt, von Markgräfin Luitgard, den Grafen Berengar I. von Sulzbach, Friedrich von Kastl-Habsberg und dessen Sohn Otto gegründet, mit Ländereien ausgestattet und durch Bischof Gebhard III. von Konstanz mit Mönchen aus dem Hirsauer Reformkloster Petershausen beschickt, steht noch wie eine mittelalterliche Klosterburg über dem wegen seiner Naturschönheit gerühmten Tal der Lauterach. Ihre romanische und gotisch leicht erweiterte Form hat die 1129 geweihte Klosterkirche beibehalten, weil innerer Niedergang und die Folgen der Reformation 1563 zur Aufhebung des Klosters geführt hatten. Obwohl dieses durch die von hier ausstrahlende, unter Abt Otto Nortweiner (1378–1399) geförderte Kastler Reform, durch die Pontifikalienverleihung 1374 und die Erhebung in den Reichsstand 1413 eine bedeutende vorreformatorische Vergangenheit aufzuweisen hatte, war es bei der Rekatholisierung der Oberpfalz nicht wieder selbständige Benediktinerabtei geworden, sondern 1636 dem Jesuitenkolleg in Amberg und 1773/1782 den Maltesern als Außenstelle übergeben worden, so dass auch die Konventtrakte während der barocken Zeit wenig genutzt und daher nur leicht überformt, aber nicht neu gebaut wurden. Das ehemalige Kloster, in welches 1825 das Landgericht, 1862 das Amtsgericht mit Rentamt sowie 1958 ein ungarisches Gymnasium eingezogen sind und in dem „der brave Schweppermann begraben“ liegt, zählt somit zu den ehrwürdigsten Anlagen seiner Art in der Oberpfalz. Seine Bauten vermitteln noch heute ein Bild vom monastischen Leben des Mittelalters. Kloster und Markt bilden eine gewachsene Einheit, wenn auch die Gebäude des Marktes durch mehrmalige Auswechslung bedeutend jünger sind und meist erst dem 18. und 19. Jahrhundert angehören. Die Bebauung lässt erkennen, dass die Bewohner vorwiegend schlichte Ackerbürger oder Dienstleute waren und dass es nur die Wirte und die Müller an der Lauterach zu einem etwas größeren Wohlstand brachten. Der Grundriss des Marktes richtet sich nach den geologischen Bedingungen und ist deshalb vielgestaltig: der im Halbkreis den Bergsporn umgebenden Bebauung an der Hohenburger Straße und Klosterbergstraße schließen sich Ausweitungen flussaufwärts in das Lauterachtal und das Haintal an. Vor dem Rathaus ist ein längsgestreckter Platz ausgespart, der von meist zweigeschossigen Wohn- und Wirtshäusern eingesäumt wird. Nach Osten hin weist die Hohenburger Straße zunächst eine beidseitige Zeilenbebauung auf. Im Haintal und am gegenüberliegenden Pfingstberg drängen sich die Häuser zum Teil dicht an die Felsen heran. Die Marktkirche liegt außerhalb des Zentrums an der Neumarkter Straße. An der Bräugasse stehen noch mehrere Wohnbauten des 18. Jahrhunderts. Südlich wird der Markt von der Lauterach begrenzt, an der sich viele Mühlenanwesen aufreihten. Aktennummer: E-3-71-132-1.

## Baudenkmäler nach Ortsteilen

### Kastl
| Lage                              | Objekt                                                       | Beschreibung | Akten-Nr.              | Bild                                   |
| --------------------------------- | ------------------------------------------------------------ | --- | ---------------------- | -------------------------------------- |
| Amberger Straße (Standort)        | Kapelle, sogenannte Pfistermühlkapelle                       | Verputzter Massivbau mit Satteldach und Nischenfigur, um 1905, mit Ausstattung | D-3-71-132-1 Wikidata  | Kapelle, sogenannte Pfistermühlkapelle |
| Brauhausgasse 1 (Standort)        | Stadel                                                       | Zweigeschossiger Massivbau mit Satteldach, bez. 1855 | D-3-71-132-3 Wikidata  | weitere Bilder                         |
| Brauhausgasse 4 (Standort)        | Ehemals Ackerbürgerhaus und Gasthof,                         | Eingeschossiger, giebelständigerSteildachbau mit verputzten Fachwerkgiebeln, das Erdgeschoss aus Bruchsteinmauerwerk,um 1670 (dendro.dat.) wohl unter Einbezug eines Vorgängerbaus errichtet, umfassenderUmbau im 18. Jh. | D-3-71-132-4 Wikidata  | weitere Bilder                         |
| Brauhausgasse 8 (Standort)        | Wohnhaus                                                     | Zweigeschossiger, verputzter Massivbau mit Walmdach, am Obergeschoss bez. 1777 | D-3-71-132-5 Wikidata  | weitere Bilder                         |
| Brauhausgasse 10 (Standort)       | Wohnhaus                                                     | Zweigeschossiger, giebelständiger Massivbau mit Satteldach und einfacher Putzgliederung, um 1800 | D-3-71-132-6 Wikidata  | weitere Bilder                         |
| Brauhausgasse 10 (Standort)       | Brunnen                                                      | Gusseisen, 19. Jh. | D-3-71-132-6 Wikidata  | Brunnen                                |
| Calvariberg (Standort)            | Kalvarienberg                                                | | D-3-71-132-16 Wikidata | BW                                     |
| Calvariberg (Standort)            | Hl.-Grab-Kapelle                                             | Verputzter Massivbau mit Satteldach, wohl 18. Jh.; mit Ausstattung | D-3-71-132-16 Wikidata | BW                                     |
| Calvariberg (Standort)            | Kreuzweg                                                     | 15 Stationen, Steinpfeiler mit Laternen, 1858 Drei Kreuze auf der Anhöhe, 1867, 1901 erneuert, daneben zwei Steinkapitelle | D-3-71-132-16 Wikidata | BW                                     |
| Hainthalstraße (Standort)         | Stadel                                                       | Eingeschossiger, giebelständiger und verputzter Massivbau mit Satteldach, wohl Anfang 19. Jahrhundert | D-3-71-132-9 Wikidata  | Stadel                                 |
| Hainthalstraße 3 (Standort)       | Wohnhaus                                                     | Zweigeschossiger Putzbau mit steilem, einseitigem Walmdach, 18. Jh. | D-3-71-132-7 Wikidata  | weitere Bilder                         |
| Hanselberg (Standort)             | Bildhäuschen                                                 | Massiv, mit Satteldach und Darstellung einer Marienkrönung, wohl 19. Jahrhundert | D-3-71-132-46 Wikidata | Bildhäuschen                           |
| Hanselberg (Standort)             | Ölbergkapelle                                                | Mit Holzplastiken, barock; auf dem Kalvarienberg | D-3-71-132-17 Wikidata | Ölbergkapelle                          |
| Hohenburger Straße 2 (Standort)   | Steinstadel                                                  | Zugehörig, mit Schopfwalm, bezeichnet „1734“ | D-3-71-132-10 Wikidata | BW                                     |
| Hohenburger Straße 16 (Standort)  | Ehemaliges Mühlengebäude                                     | Zweigeschossiger Satteldachbau, am Obergeschoss der Nordseite ein Wandfresko, im Kern 17./18. Jahrhundert, oberer Teil verändert Anfang 20. Jahrhundert | D-3-71-132-11 Wikidata | Ehemaliges Mühlengebäude               |
| Hohenburger Straße 28 (Standort)  | Ursprünglich Kirche                                          | Zur Zeit des Calvinismus profaniert, 1601 zu Spital adaptiert; am Ostgiebel Steinrelief mit Erbärmdechristus, wohl um 1430 | D-3-71-132-13 Wikidata | Ursprünglich Kirche                    |
| Klosterburg 5 (Standort)          | Mittelalterlicher Brunnen                                    | Auf dem Platz westlich der Kirche | D-3-71-132-23 Wikidata | BW                                     |
| Klosterbergstraße 5 (Standort)    | Ehemals Gasthaus                                             | Zweigeschossiger Massivbau über hohem Sockelgeschoss, mit einfacher Putzgliederung und Korbbogenportal, im 16./frühen 17. Jh. über mittelalterlichem Keller errichtet, Walmdach 18. Jh. | D-3-71-132-25 Wikidata | weitere Bilder                         |
| Klosterbergstraße 7 (Standort)    | Gasthaus                                                     | Zweigeschossiger Putzbau mit Walmdach und Korbbogenportal, Anfang 19. Jh. | D-3-71-132-26 Wikidata | weitere Bilder                         |
| Klosterbergstraße 8 (Standort)    | Walmdachbau                                                  | 18. Jahrhundert, im Kern wohl 16. Jahrhundert | D-3-71-132-27 Wikidata | weitere Bilder                         |
| Klosterbergstraße 21 (Standort)   | Wohnhaus                                                     | Zweigeschossiger, verputzter Massivbau mit Walmdach, wohl 18. Jh. | D-3-71-132-28 Wikidata | weitere Bilder                         |
| Klosterburg 2 (Standort)          | Ehemaliger Konventtrakt                                      | Kapitelsaal, vorwiegend romanisch; Refektorium, gotische Halle zu fünf Jochen; Kreuzgang, gotisch; ehemalige Marienkapelle, im 16. Jahrhundert profaniert; Südflügel, dreigeschossiger Bau, errichtet nach dem Brand von 1552; an der Südseite Erker mit spätgotischen Maßwerkblenden | D-3-71-132-21 Wikidata | weitere Bilder                         |
| Klosterburg 2 (Standort)          | Torturm                                                      | Mehrgeschossiger Bau mit Zeltdach, im Kern zum Teil spätgotisch, sonst wohl nach dem Brand von 1552; an der Nordostecke angesetzter Trakt, erdgeschossig, Alter Torturm, wohl 13. Jahrhundert | D-3-71-132-21 Wikidata | weitere Bilder                         |
| Klosterburg 3 (Standort)          | Pfarrhof, Pfarrhaus                                          | Zweigeschossiger, verputzter Massivbau über L-förmigem Grundriss, mit Satteldächern, Erker und konvex gewölbtem Abschnitt der südlichen Giebelseite, unter Verwendung älterer Bausubstanz | D-3-71-132-20 Wikidata | weitere Bilder                         |
| Klosterburg 3 (Standort)          | Pfarrhof, Stadel                                             | Eingeschossiger, verputzter Massivbau mit Satteldach, wohl 17. Jh. | D-3-71-132-20 Wikidata | weitere Bilder                         |
| Klosterburg 4 (Standort)          | Ehem. Benediktinerabtei                                      | Älteste Benediktinerabtei des bayerischen Nordgaus, wohl 1103 im Bereich der in das 9. Jh. zurückgehenden Burg gegründet, 1556 aufgelöst, 1782 Übergang an den Malteserorden Ehem. Benediktinerabteikirche, seit 1808 kath. Pfarrkirche St. Peter, querschifflose Basilika mit drei Apsiden und Ostturm, Dolomitquaderbau mit Satteldach, 1129 geweiht, Sakristei im ehem. nördlichen Querschiff mit Apsis, Mittelschiff, Hauptapsis und Vorhalle um 1400 gewölbt, 1460 Anbau der Seitenkapellen, spätgotisches Hauptportal mit Wimpergbekrönung, Hauptapsis im 16. Jh. durchfenstert, Turm mit Spitzhelm und Blendbogengliederung 1952/53 erneuert; mit reicher Ausstattung Klostergebäude, östlich der Kirche um Kreuzhof gruppiert, mehrgeschossige, verputzte Massivbauten mit Sattel- und Krüppelwalmdächern, mit ehem. Konventtrakt, in Kern romanisch, ehem. Kapitelsaal, vorwiegend romanisch, Refektorium, gotische Halle zu fünf Jochen, Kreuzgang, gotisch, ehem. Marienkapelle, frühgotisch, im 16. Jh. profaniert, Südflügel, errichtet nach dem Brand von 1552, 1954–57 erneuert, an der Südseite Erker mit spätgotischen Maßwerkblenden; Ehem. Brunnen der Kasteler Burg, mit runder Einfassung aus Quadermauerwerk, mittelalterlich; Torturm, mehrgeschossiger Bau mit Zeltdach und spitzbogiger Durchfahrt, im Kern z. T. spätmittelalterlich, wohl nach dem Brand von 1552 errichtet an der Nordostecke angesetzter Trakt, erdgeschossig, und Alter Torturm, wohl 13. Jh. Klostermauer, in Teilen ehem. Burgbering, die gesamte Klosteranlage umgebend, an der Südseite Zwinger mit Halbrundtürmchen, im Kern z. T. noch mittelalterlich, die nördliche Gartenmauer bez. 1526 | D-3-71-132-21 Wikidata | weitere Bilder                         |
| Klosterburg 5 (Standort)          | Ehemaliges Amtsgerichtsgefängnis                             | Langgestreckter Bau mit Krüppelwalmdach, östlicher Teil noch frühgotisch, Aufstockung Mitte 20. Jahrhundert | D-3-71-132-22 Wikidata | weitere Bilder                         |
| Lauterach (Standort)              | Gewölbte Brücke                                              | Aus Kalksteinen gemauert, wohl 17./18. Jahrhundert; neben der Mühle | D-3-71-132-12 Wikidata | weitere Bilder                         |
| Marktplatz 1 (Standort)           | Rathaus                                                      | Dreigeschossiger Giebelbau, bezeichnet „1552“ | D-3-71-132-29 Wikidata | weitere Bilder                         |
| Marktplatz 2 (Standort)           | Satteldachbau                                                | In Traufstellung, mit anschließender Hofmauer, rundbogiger Toreinfahrt und Ökonomiegebäuden, 17.–19. Jahrhundert | D-3-71-132-30 Wikidata | weitere Bilder                         |
| Marktplatz 3 (Standort)           | Gasthof zum Goldenen Löwen                                   | Giebelbau, 17./18. Jahrhundert | D-3-71-132-31 Wikidata | weitere Bilder                         |
| Marktplatz 4 (Standort)           | Sogenanntes Marktkreuz                                       | Wohl mittelalterlich; am Hauseck von Nr. 4 | D-3-71-132-36 Wikidata | weitere Bilder                         |
| Marktplatz 15 (Standort)          | Rathaus-Café                                                 | Putzbau mit Walmdach, wohl 18. Jahrhundert | D-3-71-132-34 Wikidata | weitere Bilder                         |
| Marktplatz 17 (Standort)          | Stattlicher Giebelbau                                        | Ehemaliges Notariat, mit verputztem Fachwerk und Krüppelwalmdach, 15. Jahrhundert; Nischenfigur heiliger Johannes von Nepomuk | D-3-71-132-35 Wikidata | weitere Bilder                         |
| Martin-Weiß-Straße 1 (Standort)   | Walmdachbau                                                  | Erste Hälfte 19. Jahrhundert | D-3-71-132-37          | weitere Bilder                         |
| Martin-Weiß-Straße 8 (Standort)   | Krämerei                                                     | Erdgeschossiger Putzbau mit Satteldach in Giebelstellung, wohl 18. Jahrhundert | D-3-71-132-38 Wikidata | weitere Bilder                         |
| Neumarkter Straße 12 (Standort)   | Katholische Marktkirche St. Christophorus                    | 1519 errichtet, Vorzeichen von 1766; mit Ausstattung | D-3-71-132-42 Wikidata | weitere Bilder                         |
| Neumarkter Straße 17 (Standort)   | Katholische Marienkapelle, sogenannte Kerschensteinerkapelle | Verputzter Massivbau mit Satteldach mit Ausstattung; am westlichen Ortseingang | D-3-71-132-41 Wikidata | BW                                     |
| Obere Hainthalstraße 1 (Standort) | Wohnhaus                                                     | Erdgeschossig mit Satteldach, wohl 18. Jahrhundert | D-3-71-132-43 Wikidata | weitere Bilder                         |
| Obere Hainthalstraße 2 (Standort) | Walmdachbau                                                  | 18. Jahrhundert | D-3-71-132-44 Wikidata | weitere Bilder                         |
| Obere Hainthalstraße 4 (Standort) | Satteldachbau                                                | Um 1800 | D-3-71-132-45 Wikidata | weitere Bilder                         |
| Pfingstberg 12 (Standort)         | Dreifaltigkeitskapelle                                       | Verputzter Massivbau mit Satteldach, wohl Anfang 19. Jahrhundert; mit Ausstattung | D-3-71-132-2 Wikidata  | BW                                     |

### Allmannsfeld
| Lage                      | Objekt                    | Beschreibung                                                       | Akten-Nr.              | Bild |
| ------------------------- | ------------------------- | ------------------------------------------------------------------ | ---------------------- | ---- |
| Haide; Lehen (Standort)   | Ehemalige Eisenbahnbrücke | 1902/3, fünfbogiges Dolomit-Hausteinmauerwerk, sogenannte Hoibruck | D-3-71-132-48 Wikidata | BW   |
| Allmannsfeld 3 (Standort) | Wegkreuz                  | Gusseisen, auf Sandsteinsockel, Ende 19. Jahrhundert               | D-3-71-132-47 Wikidata | BW   |

### Bärnhof
| Lage                   | Objekt               | Beschreibung | Akten-Nr.              | Bild          |
| ---------------------- | -------------------- | --- | ---------------------- | ------------- |
| Brünnthal 5 (Standort) | Ehemaliger Bauernhof | Danach Forsthaus, Wohnhaus mit Krüppelwalmdach, 17./18. Jahrhundert; mit rundbogigem Torbogen verbunden zu Steinstadel, 17./18. Jahrhundert | D-3-71-132-50 Wikidata | BW            |
| Brünnthal 5 (Standort) | Marienkapelle        | Mit Pilastergliederung, 18. Jahrhundert; mit Ausstattung                                                                                    | D-3-71-132-50 Wikidata | Marienkapelle |

### Deinshof
| Lage                  | Objekt                              | Beschreibung    | Akten-Nr.              | Bild                                |
| --------------------- | ----------------------------------- | --------------- | ---------------------- | ----------------------------------- |
| Deinshof 2 (Standort) | Sandsteinbüste heiliger Ignatius    | 18. Jahrhundert | D-3-71-132-51 Wikidata | Sandsteinbüste heiliger Ignatius    |
| Deinshof 4 (Standort) | Sandsteinbüste heiliger Franz Xaver | 18. Jahrhundert | D-3-71-132-52 Wikidata | Sandsteinbüste heiliger Franz Xaver |

### Dettnach
| Lage                  | Objekt        | Beschreibung                     | Akten-Nr.              | Bild          |
| --------------------- | ------------- | -------------------------------- | ---------------------- | ------------- |
| Dettnach 2 (Standort) | Marienkapelle | 18. Jahrhundert; mit Ausstattung | D-3-71-132-53 Wikidata | Marienkapelle |

### Drahberg
| Lage                                         | Objekt    | Beschreibung                                   | Akten-Nr.              | Bild      |
| -------------------------------------------- | --------- | ---------------------------------------------- | ---------------------- | --------- |
| Drahberg 1; am Weg nach Wolfsfeld (Standort) | Bildstock | Bildstock, Sandsteinpfeiler, bezeichnet „1877“ | D-3-71-132-54 Wikidata | Bildstock |

### Flügelsbuch
| Lage                                                                         | Objekt                     | Beschreibung | Akten-Nr.              | Bild                       |
| ---------------------------------------------------------------------------- | -------------------------- | ------------ | ---------------------- | -------------------------- |
| Am Malsbacher Weg; 500 m südöstlich von Transformator Flügelsbuch (Standort) | Grenzstein bei Flügelsbuch |              | D-3-71-132-56 Wikidata | Grenzstein bei Flügelsbuch |

### Freischweibach
| Lage                         | Objekt                         | Beschreibung                                                                        | Akten-Nr.              | Bild           |
| ---------------------------- | ------------------------------ | ----------------------------------------------------------------------------------- | ---------------------- | -------------- |
| Freischweibach 10 (Standort) | Katholische Kirche St. Stephan | Langhaus im Kern romanisch, Chor gotisch, Westturm 17. Jahrhundert; mit Ausstattung | D-3-71-132-57 Wikidata | weitere Bilder |

### Giggelsberg
| Lage                     | Objekt     | Beschreibung                                                        | Akten-Nr.              | Bild |
| ------------------------ | ---------- | ------------------------------------------------------------------- | ---------------------- | ---- |
| Giggelsberg 7 (Standort) | Bauernhaus | Mit Steildach und verputztem Fachwerkgiebel, Anfang 19. Jahrhundert | D-3-71-132-58 Wikidata | BW   |

### Hammer
| Lage                               | Objekt            | Beschreibung                                          | Akten-Nr.              | Bild              |
| ---------------------------------- | ----------------- | ----------------------------------------------------- | ---------------------- | ----------------- |
| Hohenburger Straße 42 (Standort)   | Wohnhaus          | Erdgeschossig, mit Satteldach, Anfang 19. Jahrhundert | D-3-71-132-14 Wikidata | Wohnhaus          |
| Hohenburger Straße 44 (Standort)   | Wohnhaus          | Erdgeschossig, mit hohem Schopfwalm, 17. Jahrhundert  | D-3-71-132-15 Wikidata | Wohnhaus          |
| Mühlhausener Straße 1 a (Standort) | Hammermühlkapelle | St. Maria, 1791; mit Ausstattung                      | D-3-71-132-40 Wikidata | Hammermühlkapelle |

### Mennersberg
| Lage                     | Objekt        | Beschreibung | Akten-Nr.      | Bild |
| ------------------------ | ------------- | --- | -------------- | ---- |
| Mennersberg 4 (Standort) | Wohnstallhaus | eingeschossiger Satteldachbau aus Bruchsteinmauerwerk, verputzt, 1725 (dendrochronologisch datiert), Stallteil zum Teil abgegangen | D-3-71-132-102 | BW   |

### Mühlhausen
| Lage                                    | Objekt        | Beschreibung    | Akten-Nr.              | Bild           |
| --------------------------------------- | ------------- | --------------- | ---------------------- | -------------- |
| Kohlerfeld; Mühlhausen 2 1/2 (Standort) | Marienkapelle | 19. Jahrhundert | D-3-71-132-60 Wikidata | weitere Bilder |

### Pattershofen
| Lage                        | Objekt                         | Beschreibung                                                            | Akten-Nr.              | Bild                           |
| --------------------------- | ------------------------------ | ----------------------------------------------------------------------- | ---------------------- | ------------------------------ |
| Aspen (Standort)            | Marienkapelle                  | verputzter Massivbau mit Zeltdach, 17./18. Jahrhundert; mit Ausstattung | D-3-71-132-61 Wikidata | Marienkapelle                  |
| Kastler Straße 1 (Standort) | Kapelle Heilige Dreifaltigkeit | 1912, über Kellerbau; mit Ausstattung                                   | D-3-71-132-62 Wikidata | Kapelle Heilige Dreifaltigkeit |

### Pfaffenhofen
| Lage                                    | Objekt                               | Beschreibung | Akten-Nr.              | Bild                        |
| --------------------------------------- | ------------------------------------ | --- | ---------------------- | --------------------------- |
| Burgweg 2 (Standort)                    | Ehemaliges Forstamt                  | Walmdachhaus, 18./19. Jahrhundert | D-3-71-132-67 Wikidata | Ehemaliges Forstamt         |
| St.-Martin-Straße 12 (Standort)         | Katholische Kuratiekirche St. Martin | Langhaus romanisch, Chor und Sakristei 15. Jahrhundert; Turm 16. Jahrhundert, im 18. Jahrhundert umgestaltet; mit Ausstattung | D-3-71-132-64 Wikidata | weitere Bilder              |
| St.-Martin-Straße 12 (Standort)         | Ehemaliger Karner                    | Zweigeschossiger Dolomitquaderbau mit Satteldach, kleeblattbogigem Portal und Lichterker, frühes 13. Jahrhundert | D-3-71-132-64 Wikidata | Ehemaliger Karner           |
| St.-Martin-Straße 13 (Standort)         | Ehemaliges Benefiziatenhaus          | Jetzt Wohnhaus, Walmdachbau in Formen des malerischen Historismus, an Wetterfahne bezeichnet „1907“; mit Garteneinfriedung | D-3-71-132-87 Wikidata | Ehemaliges Benefiziatenhaus |
| St.-Martin-Straße 14 (Standort)         | Ehemaliges Bauernhaus                | Im Kern 17. Jahrhundert, mit Krüppelwalm, Anbau, bezeichnet „1858“ | D-3-71-132-66 Wikidata | weitere Bilder              |
| St.-Martin-Straße 20 (Standort)         | Walmdachhaus                         | 18. Jahrhundert | D-3-71-132-68          | Walmdachhaus                |
| Burgruine Pfaffenhofen (Standort)       | Burgruine Schweppermannsburg         | Romanische Burg, Bruchstein- und Quadermauerwerk; Abschnittsgraben, Bergfried (mehrheitlich Kalkstein-Buckelquader) und Teile der spätmittelalterlichen Vorburg; Stadel mit Halbwalmdach und Fachwerkgiebel in der Südostecke, Ende 18. Jahrhundert | D-3-71-132-63 Wikidata | weitere Bilder              |
| An der Flurgrenze nach Kastl (Standort) | Steinkreuz                           | Dolomit, mittelalterlich | D-3-71-132-69 Wikidata | Steinkreuz                  |

### Reusch
| Lage                | Objekt                   | Beschreibung                                                                                                   | Akten-Nr.              | Bild                     |
| ------------------- | ------------------------ | --- | ---------------------- | ------------------------ |
| Reusch 1 (Standort) | Kapelle SS. Trinitas     | Mit Dachreiter, 18. Jahrhundert; mit Ausstattung                                                               | D-3-71-132-70 Wikidata | Kapelle SS. Trinitas     |
| Reusch 4 (Standort) | Ehemaliges Wohnstallhaus | Erdgeschossiger Satteldachbau mit gewölbtem Fletz, Rauchkuchl und Stallgewölben, zweite Hälfte 18. Jahrhundert | D-3-71-132-86 Wikidata | Ehemaliges Wohnstallhaus |

### Sankt Lampert
| Lage                       | Objekt                         | Beschreibung                                                                      | Akten-Nr.              | Bild           |
| -------------------------- | ------------------------------ | --------------------------------------------------------------------------------- | ---------------------- | -------------- |
| Sankt Lampert 1 (Standort) | Katholische Kirche St. Lampert | Mit eingezogenem Chor, um 1680 auf älteren Grundmauern errichtet; mit Ausstattung | D-3-71-132-71 Wikidata | weitere Bilder |

### Schwärz
| Lage                 | Objekt          | Beschreibung                                                                                            | Akten-Nr.               | Bild            |
| -------------------- | --------------- | --- | ----------------------- | --------------- |
| Schwärz 3 (Standort) | Kapelle Schwärz | 18. Jahrhundert; in Resten erhalten nicht nachqualifiziert, im Bayerischen Denkmal-Atlas nicht kartiert | D-3-73-167-119 Wikidata | Kapelle Schwärz |

### Umelsdorf
| Lage                               | Objekt                          | Beschreibung                                            | Akten-Nr.              | Bild                    |
| ---------------------------------- | ------------------------------- | ------------------------------------------------------- | ---------------------- | ----------------------- |
| Wolfersdorfer Straße 18 (Standort) | Wohnstallbau                    | Mit Fachwerk, 18. Jahrhundert                           | D-3-71-132-73 Wikidata | BW                      |
| Wolfersdorfer Straße 19 (Standort) | Ehemaliger Wohnstallbau         | Mit Fachwerkgiebel, 18. Jahrhundert                     | D-3-71-132-74 Wikidata | Ehemaliger Wohnstallbau |
| Wolfersdorfer Straße 23 (Standort) | Katholische Kirche St. Nikolaus | Chorturmanlage, spätes 13. Jahrhundert; mit Ausstattung | D-3-71-132-72 Wikidata | weitere Bilder          |

### Utzenhofen
| Lage                           | Objekt                            | Beschreibung | Akten-Nr.               | Bild           |
| ------------------------------ | --------------------------------- | --- | ----------------------- | -------------- |
| Kastler Straße 7 (Standort)    | Katholische Pfarrkirche St. Vitus | Wohl 18. Jahrhundert, auf mittelalterlichen Resten; mit Ausstattung | D-3-71-132-75 Wikidata  | weitere Bilder |
| Kastler Straße 9 (Standort)    | Friedhof                          | Mehrere schmiedeeiserne Grabkreuze, 18./19. Jahrhundert | D-3-71-132-75 Wikidata  | BW             |
| Raiffeisenstraße 10 (Standort) | Wohnstallhaus                     | Eingeschossiger Massivbau aus Bruchsteinmauerwerk, mit steilem Satteldach und Fachwerkgiebelwänden, außen liegender Erdkeller, 1671 (dendro. dat.), im Kern älter, Überformungen 1804/05, Stallanbau 1855 | D-3-71-132-100 Wikidata | BW             |
| Raiffeisenstraße 18 (Standort) | Marienkapelle                     | Verputzter Massivbau mit Satteldach und Rundbogenlaibungen, 18. Jahrhundert; mit Ausstattung | D-3-71-132-77           | BW             |
| Schwärzplätte (Standort)       | Lourdesgrotte                     | Marienfigur in natürlicher Höhle, um 1900; Bildstock, Steinpfeiler mit Laterne und Gemälde, bezeichnet mit „1900“; westlich der Höhle                                                                     | D-3-71-132-101          | BW             |

### Wolfersdorf
| Lage                     | Objekt        | Beschreibung | Akten-Nr.              | Bild |
| ------------------------ | ------------- | --- | ---------------------- | ---- |
| Wolfersdorf 7 (Standort) | Marienkapelle | 18. Jahrhundert | D-3-71-132-78 Wikidata | BW   |
| Wolfersdorf 7 (Standort) | Backofen      | Anfang 19. Jahrhundert; Nebengebäude mit Walmdach und Fachwerkobergeschoss an Straßenseite, Untergeschoss ehemalige Schmiede, 18. Jahrhundert | D-3-71-132-79 Wikidata | BW   |

### Wolfsfeld
| Lage                                              | Objekt                          | Beschreibung                                                                               | Akten-Nr.              | Bild                            |
| ------------------------------------------------- | ------------------------------- | ------------------------------------------------------------------------------------------ | ---------------------- | ------------------------------- |
| am Ortsausgang nach Ehringsfeld (Standort)        | Bildstock                       | Massiv, mit Bildnische, Christusfigur und Satteldach, 19. Jahrhundert                      | D-3-71-132-82          | Bildstock                       |
| Wolfsfeld 2; am Ortsausgang nach Kastl (Standort) | Bildhäuschen Hl. Dreifaltigkeit | Massiv, mit Bildnische und Satteldach, 18. Jahrhundert                                     | D-3-71-132-81 Wikidata | Bildhäuschen Hl. Dreifaltigkeit |
| Wolfsfeld 10 (Standort)                           | Ortsschild                      | Mit Richtungsschildern, Gusseisen, weiß-blau lackiert, um 1860/70                          | D-3-71-132-83 Wikidata | Ortsschild                      |
| Wolfsfeld 10 (Standort)                           | Kapelle St. Laurentius          | Mit Dachreiter, unter Einbeziehung einer Kapelle von 1705, erweitert 1814; mit Ausstattung | D-3-71-132-80 Wikidata | weitere Bilder                  |

### Ziegelhütte
| Lage                     | Objekt       | Beschreibung                                            | Akten-Nr.              | Bild |
| ------------------------ | ------------ | ------------------------------------------------------- | ---------------------- | ---- |
| Ziegelhütte 1 (Standort) | Wohnstallbau | 17./18. Jahrhundert; Backofen, Mitte 19. Jahrhundert    | D-3-71-132-84 Wikidata | BW   |
| Ziegelhütte 1 (Standort) | Steinkreuz   | Wohl mittelalterlich; zwischen Hochhaus und Ziegelhütte | D-3-71-132-85 Wikidata | BW   |

## Ehemalige Baudenkmäler
In diesem Abschnitt sind Objekte aufgeführt, die früher einmal in der Denkmalliste eingetragen waren, jetzt aber nicht mehr. Objekte, die in anderem Zusammenhang – also z. B. als Teil eines Baudenkmals – weiter eingetragen sind, sollen hier nicht aufgeführt werden. Aktennummern in diesem Abschnitt sind ehemalige, jetzt nicht mehr gültige Aktennummern.

| Lage                                  | Objekt            | Beschreibung                                                                                | Akten-Nr.              | Bild              |
| ------------------------------------- | ----------------- | ------------------------------------------------------------------------------------------- | ---------------------- | ----------------- |
| Kastl Hainthalstraße ()               | Stadel            | Mit Fachwerkgiebel, wohl 18. Jahrhundert, später erhöht                                     | D-3-71-132-8 Wikidata  |                   |
| Kastl Marktplatz 4 (Standort)         | Bauinschrifttafel | Bezeichnet 1602                                                                             | D-3-71-132-32 Wikidata | Bauinschrifttafel |
| Kastl Marktplatz 11 (Standort)        | Giebelbau         | Hoher Giebelbau mit Schopfwalm, 17./18. Jahrhundert, Keller und Erdgeschoss 16. Jahrhundert | D-3-71-132-33 Wikidata | weitere Bilder    |
| Flügelsbuch In Flügelsbuch (Standort) | Bildstockkapelle  | 18./19. Jahrhundert; mit Ausstattung                                                        | D-3-71-132-55 Wikidata | BW                |